# Maria de Lusignan-Brienne
Maria de Lusignan (n. înainte de martie 1215 – d. 5 iulie 1251 sau 1253) a fost soția contelui Valter al IV-lea de Brienne, devenind astfel contesă de Brienne din momentul căsătoriei (1233) până la moartea soțului ei în Țara Sfântă în 1244.

## Familie și logodnă
Maria a fost fiica mai mare a regelui Ugo I al Ciprului cu Alice de Champagne. Astfel, pe linie maternă, ea era nepoata reginei Isabela I a Ierusalimului și a lui Henric al II-lea de Champagne. Sora sa mai mică era Isabela, ele având și un frate, Henric, care va succeda ca rege al Ciprului după moartea tatălui lor în ianuarie 1218. În 1225, mama sa Alice s-a căsătorit pentru a doua oară, cu principele Bohemund al V-lea de Antiohia.
Înainte de 21 iulie 1229, Maria a fost logodită cu Petru I de Bretania, duce de Bretania, a cărui soție, Alice de Thouars murise în 1221; cu toate acestea, papa a interzis legătura dintre cei doi, din cauza gradului al patrulea de consanguinitate.

## Căsătorie și urmași
În 1233, la o dată neprecizată, Maria s-a căsătorit cu Valter al IV-lea, conte de Brienne. Căsătoria a fost aranjată de către unchiul mirelui, Ioan de Brienne. Din momentul căsătoriei, Maria s-a intitulat contesă de Brienne. De asemenea, soțul ei a devenit conte de Jaffa și Ascalon, titlu care îi fusese conferit și de către tatăl său, Valter al III-lea din 1221.
Maria și Valter au avut împreună trei fii:
- Ioan (n. cca.1235 - d. 1260/1261), succesor în comitatul de Brienne, căsătorit cu Maria d'Enghien, dar fără a avea copii.
- Ugo, (n. cca. 1240 - d. 9 august 1296), devenit conte de Brienne și de Lecce, căsătorit prima oară cu Isabela de la Roche, moștenitoare de Teba și fiică a ducelui Guy I de la Roche de Atena; căsătorit a doua oară cu Elena Comnena Dukaina.
- Amalric (decedat de tânăr)

Maria a rămas văduvă din octombrie 1244, după ce Valter a murit asasinat la Cairo. El fusese luat captiv ca urmare a înfrângerii cruciato-siriene din bătălia de la La Forbie, în care a condus armata cruciată împotriva forțelor ayyubizilor din Egipt. Fiul lor mai mare, Ioan a succedat în comitatul de Brienne. Maria a rămas la curtea din Cipru și a murit în 1251 sau 1253.
În 1267, după moartea regelui Ugo al II-lea al Ciprului, singurul copil al Mariei care a supraviețuit a fost Ugo care a emis pretenții asupra regatului cipriot, însă nu a fost luat în seamă de către înalta curte din Ierusalim, fiind preferat fiul surorii ei mai tinere, Isabela, anume Ugo de Poitiers.
1. 1 2  The Peerage